# Watcharakorn Manoworn
Watcharakorn Manoworn (thailändisch วัชรกร มะโนวร, * 17. Juni 1996 in Chiangrai), auch als Man bekannt, ist ein thailändischer Fußballspieler.

## Karriere
Watcharakorn Manoworn erlernte das Fußballspielen in der Jugendmannschaft des Zweitligisten Lampang FC in Lampang. Hier unterschrieb er auch seinen ersten Vertrag. 2019 wechselte er nach Buriram zu Buriram United. Der Club spielte in der ersten Liga, der Thai League. Mitte 2019 wurde er die Rückserie an den in der Thai League 2 spielenden Khon Kaen FC aus Khon Kaen ausgeliehen. Hier absolvierte er 16 Zweitligaspiele. Nach der Ausleihe kehrte er Ende 2019 nach Buriram zurück. Ende Dezember 2020 lieh ihn der Zweitligist Uthai Thani FC aus Uthai Thani aus. Nach der Ausleihe wurde er von Uthai Thani zur Saison 2021/22 fest unter Vertrag genommen. Mit dem Verein spielte er nach dem Abstieg in der dritten Liga, wo man in der Northern Region antrat. Am Ende der Saison 2021/22 feierte er mit Uthai Thani die Meisterschaft der Region. In der National Championship, den Aufstiegsspielen zur zweiten Liga, belegte man den ersten Platz und stieg nach einer Saison in der Drittklassigkeit wieder in zweite Liga auf. Nach dem Aufstieg verließ er den Verein und schloss dich dem ebenfalls aus der dritten Liga in die zweite Liga aufgestiegenen Krabi FC an. Für den Verein aus Krabi bestritt er zwölf Ligaspiele. Nach der Hinrunde wurde sein Vertrag im Dezember 2022 aufgelöst. Im Januar 2023 verpflichtete ihn sein ehemaliger Verein Uthai Thani FC. Am Ende der Saison wurde er mit Uthai Thani Tabellendritter und qualifizierte sich somit für die Aufstiegsspiele zur ersten Liga. Hier konnte man sich im Finale gegen den Customs United FC durchsetzen und stieg in die erste Liga auf. Nach insgesamt 28 Ligaspielen wurde sein Vertrag im Sommer 2024 nicht verlängert. Im Juni 2024 nahm ihn der Zweitligaaufsteiger Bangkok FC unter Vertrag. Nach einer Spielzeit, in der er 27 Ligaspiele bestritt, wechselte er im Sommer 2025 zu dem ebenfalls in der zweiten Liga spielenden Chanthaburi FC.

## Erfolge
Buriram United
- Thailändischer Supercup-Sieger: 2019

Uthai Thani FC
- Thai League 3 – North: 2021/22
- Thai League 3 – National Championship: 2021/22  ▲